# Louise Hunt
Louise Hunt Skelley (* 24. Mai 1991 in Wanborough, Wiltshire) ist eine ehemalige britische Rollstuhltennisspielerin.

## Karriere
Louise Hunt wurde mit einer Spina bifida geboren und sitzt seit ihrer Kindheit im Rollstuhl. Bereits im Alter von fünf Jahren begann sie, sich für Sportarten wie Schwimmen, Rollstuhlbasketball und Rollstuhlfechten zu interessieren, mit acht kam sie zum Rollstuhltennis. Im Januar 2009 war sie Zweite der Juniorenweltrangliste, sie hat zahlreiche Turniere niedrigerer Kategorie im Einzel oder Doppel gewinnen können, ihr bevorzugter Belag ist Teppich. 2015 und 2016 nahm sie an den Wimbledon Championships teil, konnte aber keines ihrer vier Spiele gewinnen.
Zwischen 2007 und 2019 trat Louise Hunt regelmäßig beim World Team Cup an und konnte mit dem Vereinigten Königreich 2009, 2013 und 2014 das Finale erreichen – alle diese Begegnungen gewann jedoch das Team aus den Niederlanden.
Hunt stand dreimal im Finale der Doppelkonkurrenz des Wheelchair Tennis Masters, auch hier konnte sie keines der Endspiele für sich entscheiden. 2014 unterlag sie an der Seite von Katharina Krüger dem Doppel Yui Kamiji und Jordanne Whiley in zwei Sätzen. In den Jahren 2016 und 2018 spielte sie mit Dana Mathewson, aber weder Diede de Groot und Lucy Shuker noch zwei Jahre später Marjolein Buis und Aniek van Koot waren zu bezwingen.
Louise Hunt ist zweimalige Paralympics-Teilnehmerin. 2012 in London verlor sie in der ersten Runde gegen Yui Kamiji, bei den Spielen von Rio 2016 scheiterte sie – ebenfalls bereits in der ersten Runde – an Dana Mathewson.
Am 11. August 2021 erklärte Luise Hunt ihren Rücktritt vom Leistungssport.

## Nach dem Sport
Im September 2021 heiratete Louise Hunt den britischen Judoka und Paralympics-Sieger Chris Skelley MBE, der bei den Paralympics 2021 in Tokio Gold in der Gewichtsklasse bis 100 kg gewann.
Hunt kommentierte die Rollstuhlwettbewerbe in Wimbledon und die Paralympics in Paris für Channel 4.
Sie ist zudem als Turnierdirektorin, Motivationsrednerin und Inklusionsexpertin tätig. Im Oktober 2024 erschien ihre Autobiographie What’s Wrong With You?